# ماري ماوزر
ماري ماوزر (بالإنجليزية: Mary Mouser)‏ هي ممثلة أمريكية، ولدت في 9 مايو 1996 بباين بلاف في الولايات المتحدة.

## أعمال

### أفلام
- (2005) ابن القناع[5]
- (2013) المشي مع الديناصورات[6]
- (2014) ألكسندر واليوم الرهيب، الفظيع، غير الجيد، السيء جدا[7][8]

### مسلسلات
- اكذب علي
- إن سي آي إس
- ذا فوسترز
- كوبرا كاي
- التحقيق في موقع الجريمة
- شبح هامس
- عقول إجرامية
- فضيحة[9]

## وصلات خارجية
- ماري ماوزر على موقع IMDb (الإنجليزية)
- ماري ماوزر على موقع ميتاكريتيك (الإنجليزية)
- ماري ماوزر على موقع روتن توميتوز (الإنجليزية)
- ماري ماوزر على موقع ألو سيني (الفرنسية)
- ماري ماوزر على موقع أول موفي (الإنجليزية)
- ماري ماوزر على موقع قاعدة بيانات الفيلم (الإنجليزية)
- ماري ماوزر على موقع كينوبويسك (الروسية)